# Matan Roditi
Matan Roditi (in ebraico מתן רודיטי‎?; 6 ottobre 1988) è un nuotatore israeliano.

## Biografia
E' allenato da Amir Ofer.
Ha rappresentato Israele ai Giochi olimpici estivi di Tokyo 2020 classificandosi 4º nella 10 km maschile.
Ai mondiali in vasca corta di Abu Dhabi 2021 si è classificato 18º nei 1500 m stile libero.